# Хочашевське сільське поселення
Хочаше́вське сільське поселення (рос. Хочашевское сельское поселение) — муніципальне утворення у складі Ядринського району Чувашії, Росія. Адміністративний центр — село Хочашево.

## Склад
До складу поселення входять такі населені пункти:
| Населений пункт       | Населення, осіб (2010) |
| --------------------- | ---------------------- |
| Альошкіно, присілок   | 176                    |
| Лапракаси, присілок   | 263                    |
| Наснари, присілок     | 52                     |
| Сімекейкаси, присілок | 167                    |
| Тукаси, присілок      | 156                    |
| Хорамали, присілок    | 259                    |
| Хочашево, село        | 161                    |